# Ocrepeira aragua
Ocrepeira aragua är en spindelart som beskrevs av Claude Lévi 1993. Ocrepeira aragua ingår i släktet Ocrepeira och familjen hjulspindlar.
Artens utbredningsområde är Venezuela. Inga underarter finns listade i Catalogue of Life.